# عمل رسمی
عمل رسمی عملی است که منسوب به دولت است. عمل رسمی اصولاً توسط مقام رسمی (مقام صلاحیت‌دار دولتی) انجام می‌شود. مقام رسمی می‌تواند مأمور رسمی دولت باشد ولی مستخدم دولت نباشد. به طور مثال صاحبان دفاتر اسناد رسمی، مأمور رسمی دولت هستند اما مستخدم دولت نیستند و وظیفه‌شان تنظیم اوراق رسمی است.